# Ruth Gordon
Pour les articles homonymes, voir Gordon.

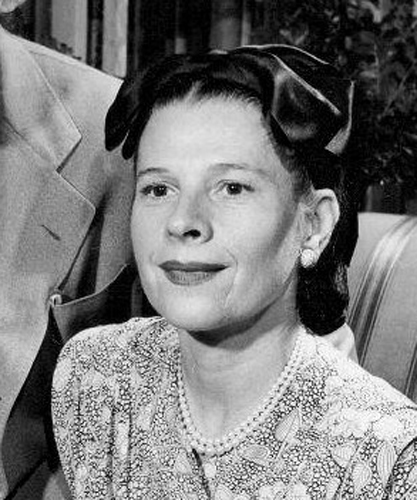
Ruth Gordon 1946.

Ruth Gordon, née Ruth Gordon Jones le 30 octobre 1896 à Quincy (Massachusetts) et morte le 28 août 1985 à Edgartown (Massachusetts), est une actrice et scénariste américaine.

## Biographie

### Jeunesse et formation
Ruth Gordon Jones est née le 30 octobre 1896 dans le quartier de Wollaston, à Quincy, dans le Massachusetts, au sein d'une famille modeste ; Clinton Jones (1859-1934), son père, qui avait pris la mer dès l'âge de huit ans,, était contremaître, et sa mère, Anne Zigler Jones (1860-1915), après avoir été secrétaire, est devenue femme au foyer pour l'élever, ainsi que sa demi-sœur Clara (1886-1970), que son père avait eue lors d'un premier mariage. La maison familiale se trouvait sur Winston Street.
C'est en 1913, après avoir vu au Colonial Theatre de Boston la comédie musicale The Pink Lady, dans laquelle chantait Hazel Dawn, qu'elle décide de devenir actrice. Le 25 juin 1914, elle termine ses études secondaires à Quincy,. Peu après, en octobre, elle entre, en ayant déjà choisi le nom de scène de Ruth Gordon, à l’American Academy of Dramatic Arts, à New York, où son père l'avait inscrite, quoiqu'il eût préféré qu'elle devienne enseignante d'éducation physique : elle dispose alors des économies paternelles d'un montant de 400 USD pour les frais de scolarité de sa première année, avec juste 50 USD supplémentaires pour l'aider avant l'obtention d'un emploi. Finalement, au bout d'un trimestre, l'heure de son départ de l'Academy lui est signifiée pour manque de talent,, ce que son avenir n'a pas confirmé.

### Ses débuts
Ruth Gordon, bien qu'ayant eu une expérience malheureuse à l’American Academy of Dramatic Arts, ne se décourage pas. En 1915, elle fait sa première apparition à l'écran comme figurante dans des films muets tournés à Fort Lee ; on la voit ainsi interpréter une danseuse dans La Grande Farandole (The Whirl of Life), d'après la biographie de Vernon et Irene Castle. Elle fait aussi ses débuts à Broadway dans la reprise de Peter et Wendy, où elle interprète le rôle de Nibs (l'un des enfants perdus), aux côtés de Maude Adams : elle trouve déjà grâce auprès d'un critique influent du moment, Alexander Woollcott, qui la juge « rayonnante » et deviendra son mentor.
En 1918, Ruth Gordon donne la réplique à Gregory Kelly dans une adaptation pour Broadway de Seventeen, de Booth Tarkington. Le couple continuera à se produire dans des tournées en Amérique du Nord, interprétant The First Year de Frank Craven et deux pièces de Tarkington : Clarence et Tweedles. En 1920, Gordon et Kelly se marient.
Au mois de décembre 1920, Ruth Gordon risque une importante opération de chirurgie réparatrice dans un hôpital de Chicago, afin de remédier à ses jambes arquées. Après trois mois de convalescence, elle s'installe avec Kelly à Indianapolis où ils recrutent une troupe pour jouer des pièces du répertoire.
Mais Kelly meurt foudroyé d'une crise cardiaque en 1927, à l’âge de 36 ans. Ruth Gordon tente alors un retour à Broadway en interprétant le rôle de Bobby dans Saturday's Children de Maxwell Anderson : pour une actrice confinée depuis des années à des rôles d'amoureuse, c'est là une composition nouvelle.
Enfin, en 1929, Ruth Gordon décroche le rôle-titre de "Serena Blandish" lorsqu'elle est mise enceinte par le producteur du spectacle, Jed Harris. Leur fils, Jones Harris, naît à Paris ; mais l'actrice n'épouse pas le père pour autant.
Ruth Gordon poursuit sa carrière théâtrale tout au long des années 1930, ponctuée par des interprétations de Mattie dans Ethan Frome, de Margery Pinchwife dans la comédie de William Wycherley, La Provinciale, à l’Old Vic de Londres et à Broadway, ainsi que du personnage de Nora Helmer dans Une maison de poupée de Henrik Ibsen à Central City (Colorado) et à Broadway.

### Après 1940
Malgré un contrat sans suite passé au début des années 1930 avec la Metro-Goldwyn-Mayer, il faut attendre 1941 pour revoir Ruth Gordon à l'écran, face à Greta Garbo dans La Femme aux deux visages. Elle sera plus heureuse avec les autres studios d’Hollywood, pour lesquels elle obtient toute une série de seconds rôles : celui de Mary Todd Lincoln dans Abraham Lincoln, de Mrs. Ehrlich dans La Balle magique du Docteur Ehrlich et dans Convoi vers la Russie (1943). Parmi ses rôles au théâtre à cette période, il y a lieu de citer son interprétation d’Iris dans The Strings, My Lord, Are False de Paul Vincent Carroll, et celui de Natasha dans une reprise des Trois Sœurs d’Anton Tchekhov, par Katharine Cornell et Guthrie McClintic. Elle tient également le premier rôle dans deux pièces qu'elle a écrites : Over Twenty-One et The Leading Lady.
Ruth Gordon se remarie en 1942 avec l'écrivain Garson Kanin, de 16 ans son cadet. Avec G. Kanin, ils travaillent de concert aux scénarios de deux films pour Katharine Hepburn et Spencer Tracy, dirigés par George Cukor : Madame porte la culotte (1949) et Mademoiselle Gagne-Tout (1952). Pour ces deux scénarios, ainsi que pour celui, plus ancien, d’Othello (1947), les deux auteurs sont nommés aux Oscars.
Avec l'appui de la MGM, elle porte à l'écran son autobiographie Years Ago, sous le titre The Actress (1953). Jean Simmons y interprète le rôle d'une jeune fille de Quincy (Massachusetts), qui parvient à convaincre son père, un capitaine au long cours, de l'emmener à New York pour qu'elle devienne actrice. Ruth Gordon continue à publier ses mémoires jusque dans les années 1970, avec trois nouveaux volumes : My Side, Myself Among Others et An Open Book.
Ruth Gordon poursuit sa carrière théâtrale dans les années 1950 ; elle est sélectionnée en 1956 comme meilleur premier rôle féminin aux Tony Awards, pour son interprétation de Dolly Levi dans La Meneuse de jeu de Thornton Wilder, qu'elle avait déjà joué à Londres, Édimbourg et Berlin.

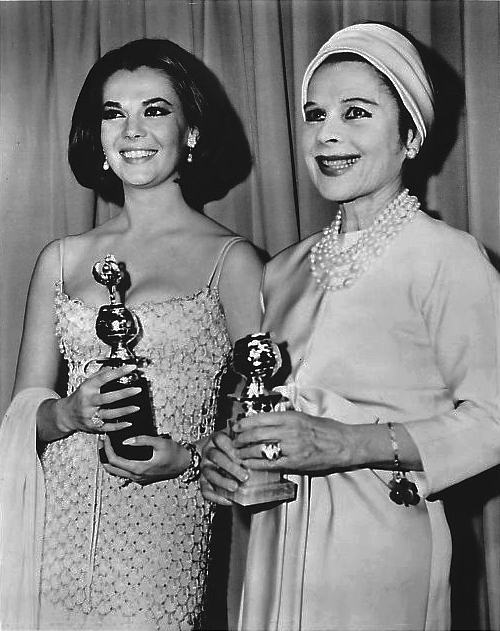
Natalie Wood et Ruth Gordon lors des Golden Globes 1966.

En 1966, elle est sélectionnée aux Oscars et remporte un Golden Globe comme Meilleur second rôle féminin pour Daisy Clover face à Natalie Wood. Trois ans plus tard (1969), elle est récompensée par un Oscar du Meilleur second rôle féminin dans Rosemary's Baby, adaptation cinématographique du conte d'horreur d’Ira Levin. Lors de la remise de son Oscar, Ruth Gordon, âgée de 72 ans, remercie les jurés « pour leurs encouragements » (elle joue alors depuis 50 ans au théâtre). Elle sera de nouveau sélectionnée en 1971 pour son interprétation de Maude dans la pièce-culte Harold et Maude (face à Bud Cort).
Elle apparaîtra encore dans vingt-deux autres films et au moins autant d'épisodes pour la télévision : par exemple dans Columbo (« Le Mystère de la chambre forte », 1977), ou Taxi (« Mamie tacot », 1978).

### Décès et postérité
Ruth Gordon meurt le 28 août 1985  dans la résidence d'été dont elle disposait à Edgartown (Massachusetts), sur l'île de Martha's Vineyard. Elle est emportée par une attaque d'apoplexie alors qu'elle dormait aux côtés de son mari Garson Kanin, après s'être réveillée en se plaignant de ne pas se sentir bien puis rendormie. Conformément à sa volonté, sa mort n'a pas été suivie de funérailles ou de service commémoratif, ; elle a été incinérée et ses cendres distribuées à des proches.
Un amphithéâtre de Quincy, sa ville natale, situé dans le Merrymount Park, porte son nom, et ce, depuis novembre 1984.

## Filmographie

### En tant qu'actrice

#### Au cinéma
- 1940 : La Balle magique du Docteur Ehrlich (Dr. Ehrlich's Magic Bullet), de William Dieterle : Mme Ehrlich
- 1941 : La Femme aux deux visages (Two-Faced Woman), de George Cukor : Miss Ruth Ellis
- 1943 : Convoi vers la Russie (Action in the North Atlantic), de Lloyd Bacon : Mrs. Jarvis
- 1943 : L'Ange des ténèbres (Edge of Darkness), de Lewis Milestone : Anna Stensgard
- 1965 : Daisy Clover (Inside Daisy Clover), de Robert Mulligan : La mère de Daisy
- 1966 : Lord Love a Duck : Stella Bernard
- 1968 : Rosemary's Baby, de Roman Polanski : Minnie Castevet
- 1969 : Qu'est-il arrivé à tante Alice ? (What Ever Happened to Aunt Alice?), de Lee H. Katzin : Alice Dimmock
- 1970 : Where's Poppa? : Mrs. Hocheiser
- 1971 : Harold et Maude (Harold and Maude), de Hal Ashby : Maude
- 1976 : Le Bus en folie (The Big Bus), de James Frawley : la vieille dame
- 1978 : Doux, Dur et Dingue (Every Which Way But Loose), de James Fargo : Ma
- 1980 : Ça va cogner (Any Which Way You Can), de Buddy Van Horn : Ma
- 1980 : My Bodyguard de Tony Bill
- 1982 : Jimmy the Kid, de Gary Nelson : Bernice
- 1985 : Maxie, de Paul Aaron : Mrs. Lavin

#### À la télévision
- 1974 : Kojak, Saison 2, épisode 24 (Spiritisme : I Want to Report a Dream) : Edora Temple
- 1976 : Qu'est-il arrivé au bébé de Rosemary ? (Look What's Happened to Rosemary's Baby), téléfilm de Sam O'Steen : Minnie Castevet
- 1977 : Columbo : Le Mystère de la chambre forte (épisode Try and Catch Me), de James Frawley : Abigail Mitchell

### En tant que scénariste
- 1947 : Othello, de George Cukor
- 1949 : Madame porte la culotte (Adam's Rib), de George Cukor
- 1952 : Mademoiselle Gagne-Tout (Pat and Mike), de George Cukor
- 1952 : Je retourne chez maman (The Marrying Kind), de George Cukor

## Distinctions

### Récompenses
- Oscar de la meilleure actrice dans un second rôle en 1968 pour le personnage de Minnie Castevet dans Rosemary's Baby de Roman Polanski